# Odiseas Andrutsos
Odiseas Andrutsos (gr. Οδυσσέας Ανδρούτσος; ur. między 1788 a 1790 na Itace lub w Prewezie, zm. 5 czerwca 1825 w Atenach) – grecki wojskowy, uczestnik wojny o niepodległość Grecji.

## Życiorys
Swoje dzieciństwo spędził na dworze Alego Paszy w Janinie. W 1816 roku rozpoczął pracę woźnicy, kilka lat później dołączył do antyosmańskiego ruchu oporu; 8 maja 1821 roku dowodzone przez niego siły zdołały pokonać osmańską armię w bitwie pod Gravią, następnie odnieść zdecydowane zwycięstwo nad siłami Mahmuda Dramalego Paszy. Ostatecznie Andrutsos rozpoczął negocjacje z Imperium Osmańskim, co przeciwnicy Andrutsosa uznali za zdradę stanu.
W 1825 roku został uwięziony w ateńskiej wieży Frankikos Pyrgos, gdzie był torturowany, a następnie zabity. Jego szczątki zostały w 1865 roku przeniesione na cmentarz.
Oprócz ojczystego języka greckiego znał także albański i włoski.

## Życie prywatne
W 1815 roku poślubił Eleni Kareli, która także spędziła dzieciństwo na dworze Alego Paszy; para doczekała się syna Leonidasa (1824–1837).